# Louis Parrot
Louis Parrot (* 28. August 1906 in Tours; † 24. Oktober 1948 in Paris) war ein französischer Lyriker, Essayist, Journalist und Übersetzer.

## Werk
Parrot veröffentlichte bereits 1924 seinen ersten Gedichtband Ode à Minerve meurtrière, dem 1925 und 1927 weitere folgten. Er war mit René Char und Pierre Reverdy und seit dem Spanischen Bürgerkrieg mit Paul Éluard befreundet. 1937 erschien seine Übersetzung des Hauptwerks von José Ortega y Gasset La rebelión de las masas.
Während des Zweiten Weltkrieges arbeitete Parrot für den Pariser Untergrundverlag Éditions de Minuit. 1944 erschien als sein erster Beitrag für die Reihe Poètes d'aujourd'hui der Edition Seghers das Porträt Paul Éluard. Es folgten Biografien von Federico García Lorca (1947) und Blaise Cendrars.
1946 erschien L'Intelligence en guerre, die erste zusammenhängende Darstellung der künstlerischen und intellektuellen Résistance in Frankreich während der deutschen Okkupation.

## Werke
- Ode à Minerve meurtrière, 1924
- Tristesse des soirs paisibles, 1925
- Cornemuse de l'orage, 1927
- Misery farm, 1934
- Le poète et son image, 1943
- Paul Éluard, 1944
- Où habite l'oubli, 1944
- Mystères douloureux, 1945
- L'intelligence en guerre (1940-1945), la résistance intellectuelle sous l'occupation, 1946
- Federico Garcia Lorca, 1947
- Blaise Cendrars, 1948
- Œil de fumée, 1953
- Mozart
- Nous reviendrons